# 石阡県
石阡県（せきせん-けん）は中華人民共和国貴州省銅仁市に位置する県。県内に石阡温泉群がある。県人民政府は湯山街道にある。

## 行政区画
下部に3街道、6鎮、1郷、9民族郷を管轄する。
- 街道
  - 湯山街道、泉都街道、中壩街道
- 鎮
  - 白沙鎮、本荘鎮、竜塘鎮、花橋鎮、五徳鎮、河壩鎮
- 郷
  - 国栄郷
- 民族郷
  - 竜井トン族コーラオ族郷、聚鳳コーラオ族トン族郷、大沙壩コーラオ族トン族郷、楓香トン族コーラオ族郷、青陽ミャオ族コーラオ族トン族郷、石固コーラオ族トン族郷、坪地場コーラオ族トン族郷、坪山コーラオ族トン族郷、甘渓コーラオ族トン族郷

## 交通

### 道路
- 高速道路
  - S25 沿榕高速道路
  - S30 江黔高速道路